# 曲阳镇
曲阳镇，原为曲阳乡，是中华人民共和国江苏省连云港市东海县下辖的一个乡镇级行政单位。2022年2月撤乡设镇。

## 行政区划
曲阳镇下辖以下地区：
兴西村、薛埠村、赵庄村、官庄村、前张村、城北村、城南村、陆湖村、皇树村、曲阳村、兴旺村、曹庄村和种畜场村。